# Собещаков, Сергей Михайлович
Серге́й Миха́йлович Собещако́в (укр. Сергій Михайлович Собещаков; род. 3 марта 1972, Николаев) — советский и украинский футболист, вратарь. Серебряный призёр чемпионата и финалист Кубка Молдавии сезона 2001/02.

## Игровая карьера
В тринадцатилетнем возрасте поступил в Московскую ЭШВСМ, где около четырёх лет обучался вратарскому мастерству. Первый тренер — М. В. Гора. В 1988 году, после расформирования интерната, перевёлся в Киев, где продолжил обучение у тренера В. А. Горбача. Защищал ворота сборной УССР на всесоюзной спартакиаде школьников, где украинцы заняли второе место.
Первой взрослой командой футболиста стал николаевский «Судостроитель». В 1990 году Собещаков был третьим вратарём «корабелов», которых тренировал Иван Балан — бывший вратарь. В 1991 году был призван в армию. Во время службы играл за киевский СКА. Во второй лиге чемпионата СССР дебютировал в игре против ровненского «Вереса», выйдя на замену после перерыва.
В чемпионатах Украины начинал играть за «Таврию» (Херсон) который тренировал Балан. В 1994 году перешёл в николаевский «Эвис», который претендовал на место в высшей лиге. Решающей в борьбе за путёвку в «вышку» была встреча с другим претендентом — командой «Полиграфтехника» (Александрия). За четыре тура до финиша соперники встретились на Центральном городском стадионе. При счете 0:0 на 65-й минуте матча арбитр поставил пенальти в ворота николаевцев. В этот момент Собещаков сумел настроиться и в прыжке отразить удар Пугача. За семь минут до финального свистка Вадим Сорокин забил победный мяч, который принёс «Эвису» второе место и путёвку в высшую лигу.
17 июля 1994 года в игре с луганской «Зарёй» вратарь дебютировал в высшей лиге. В воротах «корабелов» отстоял два сезона в «вышке», но на финише сезона 1995/96 после очередного поражения от симферопольской «Таврии» тренер николаевцев Евгений Кучеревский обвинил Собещакова в двух пропущенных мячах и отчислил его из команды. После этого вратарь некоторое время играл в соседней «Олимпии ФК АЭС» во второй лиге.
В 1997 году ещё один николаевский тренер — бывший вратарь — Евгений Лемешко порекомендовал Собещакова Михаилу Фоменко в «Металлист». Новичок во втором круге чемпионата 1996/97 сыграл без замен во всех 22-х играх чемпионата, 13 из них отстоял «на нуль». В итоге, «Металлист» занимавший после первого круга 22-е место из 24-х команд, завершил турнир на 11-м месте. В следующем чемпионате после 0:2 от «Николаева», в ворота харьковчан встал Александр Горяинов, и так как до конца первого круга «Металлист» не проигрывал, менять голкипера смысла не было. Не желая быть запасным вратарём, Собещаков уговорил Фоменко отпустить его в «Верес».
Летом 1998 года Собещаков был приглашён в родной СК «Николаев» (так стал называться бывший «Судостроитель» и «Эвис») на место Александра Лавренцова, покинувшего клуб в числе ведущих игроков команды после победы в чемпионате первой лиги. Отыграв пол сезона в высшей лиге, Собещаков покинул николаевский клуб, испытывающий финансовые трудности, и перешёл в клуб первой лиги — «Торпедо» (Запорожье), который боролся за повышение в классе. Итоговое третье место давало право запорожцам начинать сезон 2000/01 в высшей лиге, но клуб был объявлен банкротом, отказался от своего права, а место в «вышке» разыграли между собой «Черкассы» и «Прикарпатье». Однако Собещаков остался в команде и защищал её ворота до окончательного расформирования клуба осенью 2000 года.
В сезоне 2001/02 годов выступал в чемпионате Молдавии в команде «Нистру» (Отачь). Стал одним из лучших вратарей турнира. Играл в финальном матче Кубка Молдавии, в котором «Нистру» лишь в дополнительное время уступил чемпиону страны — «Шерифу» (2:3).
Далее играл в командах «Электрометаллург-НЗФ» и «Бершадь». Завершил карьеру в 2006 году в южноукраинской «Энергии».

## Достижения
«Нистру»
- Серебряный призёр чемпионата — 2001/02
- Финалист Кубка Молдавии — 2001/02

## Образование
Окончил Николаевский государственный педагогический институт.